# Transformizm
Transformizm (łac. transformatio przekształcenie) – przeddarwinowski ewolucjonizm, przeciwstawiona kreacjonizmowi teoria biologiczna zakładająca, że organizmy nie powstały dzięki oddzielnym aktom stworzenia, ale tworzyły się jedne z drugich, zmieniając się w drodze stopniowych zmian i przekształceń, i dając początek nowym gatunkom. Ośrodkiem rozwoju tej teorii była Francja. Pojęcie tranformizm zostało wprowadzone w 1837 roku przez francuskiego zoologa Étienne'a Geoffroy Saint-Hilaire'a, ale pierwszą teorię transformistyczną sformułował Jean-Baptiste de Lamarck w dziele Filozofia zoologii (Philosophie zoologique) w 1809 roku. Lamarck twierdził, że:

przyroda sama wytworzyła wszystkie swe ciała, zaczynając od najprostszych i kończąc na najbardziej złożonych.

Lamarck zakładał, że organizmy zmieniają się pod wpływem:
- wewnętrznej tendencji do stałego podnoszenia poziomu organizacji (tzw. gradacja),
- warunków bytowania zmuszających organizm do doraźnego przystosowania się do nich,

a nabyte tą drogą cechy są przekazywane pokoleniom potomnym. Jego koncepcja była alternatywą dla teorii typów i gatunków Cuviera i pierwotnych koncepcji jedności planu budowy Geoffroya Saint-Hilaire'a.
Transformistyczna teoria Lamarcka nazwana została lamarkizmem, a czynniki lamarckowskie były wykorzystywane w późniejszych teoriach nazywanych neolamarkizmem. W XIX wieku pojęcie transformizm zostało zastąpione ewolucjonizmem.